# Teatro Excelsior
Il Teatro Excelsior è un teatro e cinema di Empoli, nato nel primo dopoguerra per iniziativa di Antonio Gazzeri.
Inizialmente ideato solo come cinema, la struttura venne successivamente ampliata e dotata di palcoscenico. In questa forma è arrivata fino al 2000, salvo poi trasformarsi in un cinema multisala. Nel 2000 fu installato il secondo schermo al primo piano, mentre nel corso del 2004 venne realizzata anche la terza sala.
Grazie alla nuova disposizione vede al suo interno oltre 600 posti a sedere, divisi nelle tre sale di proiezione. .

La struttura è situata in Via Cosimo Ridolfi, 75 a Empoli (prov. di Firenze), ogni anno ospita numerosi concerti, musical e varie proiezioni cinematografiche attuali.